# Mehdi Ben Slimane
Mehdi Ben Slimane (arabe : مهدي بن سليمان), né le 1er janvier 1974 au Kram, est un footballeur tunisien qui joue entre 1994 et 2003 au poste d'attaquant avec plusieurs clubs tunisiens et étrangers, ainsi qu'avec l'équipe de Tunisie.
Durant sa carrière, c'est un ailier rapide connu par ses capacités physiques. Il joue dans trois championnats étrangers à savoir la Bundesliga 1 et 2, la Ligue 1 et le championnat d'Arabie saoudite.

## Carrière

### Montée
Il commence sa carrière avec l'Avenir sportif de La Marsa où il se fait remarquer par le sélectionneur national Henryk Kasperczak qui le retient sur la liste des joueurs participants à la CAN 1996. Il rejoint l'Olympique de Marseille à 22 ans. À la suite des blessures répétitives qu'il subit tout au long de la saison, il signe un contrat de cinq ans pour le SC Fribourg en Bundesliga 2, club qui est promu en 1998 en Bundesliga 1. Il y joue 72 matchs en trois saisons et marque 11 buts dans la Bundesliga 1 et 2.

### Fin de carrière
Il connaît une chute de niveau après avoir rejoint le championnat saoudien avec le club d'Al-Nassr Riyad en première division, d'Al-Riyadh FC en deuxième division et termine sa carrière en Tunisie avec le Club africain à l'âge de 29 ans.

### Entraîneur
Perdu de vue pendant quelques années, il devient entraîneur de l'équipe junior de son club formateur, l'Avenir sportif de La Marsa.

## Clubs
- ?-juillet 1996 : Avenir sportif de La Marsa (Tunisie)
- juillet 1996-juillet 1997 : Olympique de Marseille (France)
- juillet 1997-janvier 2002 : SC Fribourg (Allemagne)
  - juillet-décembre 2000 : Borussia Mönchengladbach (Allemagne), en prêt
  - janvier-juin 2001 : Al-Nassr Riyad (Arabie saoudite), en prêt
- janvier 2002-juillet 2003 : Club africain (Tunisie)

### Équipe nationale
Il fait partie des joueurs convoqués pour les éditions 1996 et 1998 de la Coupe d'Afrique des nations. Il participe également avec la Tunisie à la Coupe du monde 1998 et y joue les trois matchs avant que l'équipe soit éliminée dès la phase des poules.
Il fait partie des joueurs sélectionnés par Henryk Kasperczak pour participer au Jeux olympiques d'été 1996 à Atlanta aux États-Unis.

## Palmarès
- Vainqueur de la coupe de Tunisie : 1994 avec l'Avenir sportif de La Marsa[3]
- Finaliste de la coupe d'Afrique des nations : 1996[4]